# Калхант
Калхант или Калхас (на гръцки: Κάλχας), в древногръцката митология е микенски жрец и прорицател.
Син е на Нестор и внук на Аполон, от когото получил дарбата да пророкува. Когато Ахил станал на 9 години, Калхант предсказал, че Троя няма да бъде превзета без негово участие.
Калхант участва в похода на ахейците срещу Троя. Още по пътя, в Авлида, той изтълкувал знамението със змията, която изяжда 8 пиленца и майка им, като знак, че Троя ще бъде превзета на десетата година. Той е казал на гърците, че Ахил им е нужен за да победят в Троянската война. По време на обсадата на Троя, в първата песен от „Илиада“ той казва на Ахил, че Аполон е разгневен на ахейската войска и е пратил епидемия, защото Агамемнон отказал да върне на жреца на Аполон – Хриз, неговата дъщеря – Хризеида, взета в плен и той е проклел ахейците. Калхант казал и че, Агамемнон трябва да принесе в жертва на Артемида дъщеря си Ифигения, за да умилостиви богинята и да помогне тя на ахейците. По съвет на Калхант бил построен дървения кон и Троя превзета с хитрост.
На Калхант му била предсказана смърт, само ако срещне по-могъщ прорицател и това и станало сред срещата му с Мопс в Колофон. Калхант умрял от срам, след като Мопс по победил в импровизирано състезание по пророкуване.